# Магницкий, Владимир Павлович
Влади́мир Па́влович Магни́цкий (1854, Ардатов, Нижегородская губерния —1915, там же) — священник Русской православной церкви, с 1903 по 1908 годы — настоятель Знаменского собора в Ардатове.

## Биография
Родился в 1854 году в городе Ардатове Нижегородской губернии в семье священника Русской православной церкви. В 1871 году окончил Нижегородскую семинарию, после чего служил дьяконом Ильинской духовной консистории. С 1884 года — священник. С 1888 года служил в ардатовском женском Покровском монастыре. С 1903 по 1908 годы — настоятель ардатовского Знаменского собора. С 1898 по 1915 годы — член Училищного совета. После окончания в 1910 году Арзамасского духовного училища служил уездным наблюдателем церковно-приходских школ. В течение 12 лет — гласный Земского собрания Ардатовского уезда. Скончался в 1915 году.

## Награды
Имел несколько церковных и государственных наград, в том числе:
- набедренник (1888)
- скуфью (1893)
- камилавку (1896)
- золотой кабинетный крест Его Величества (1903)
- орден Святой Анны III степени (1910)
- Наперсный крест «В память 300-летия царствования дома Романовых» (1913)

## Семья
Имел троих детей:
- сын (имя неизвестно) — офицер
- Екатерина — учительница
- Серафима — первый стоматолог Ардатовской уездной больницы